# Carl Aeschbacher
Pour les articles homonymes, voir Aeschbacher.
Carl Aeschbacher, né le 31 mars 1886 à Berne et mort le 29 janvier 1944 à Zurich, est un compositeur et chef de chœur suisse.

## Biographie
Après des études à l'école normale de Hofwil, Carl Aeschbacher a étudié la musique au Conservatoire de Cologne avec Fritz Steinbach. De 1913 à 1929, il a été directeur de la musique à Trogen. Là, il était maître de chant à l'école cantonale, chef de l'orchestre de l'école et du chœur mixte, organiste à l'église paroissiale. De 1929 à 1944, il a été maître de chant au collège cantonal de Zurich et chef du chœur d'hommes de Zurich.
Il a épousé Ida Kaderli. Son fils Adrian Aeschbacher connaît le succès en tant que pianiste alors que son deuxième fils, Niklaus Aeschbacher, devient chef d'orchestre.

## Œuvres (liste non exhaustive)
Il est l'auteur en particulier des Variationen über das Weihnachtslied 'Stille Nacht', ainsi que des Variationen über das Weihnachtslied 'O du fröhliche', toutes deux pour piano :
- Dankgebet, op. 50
- Lob des Schöpfers, op. 56